# Mercedes-Benz O 303
Der Mercedes-Benz O 303 war ein Reisebus der Daimler-Benz AG aus den 1970er- und 1980er-Jahren.
1974 stellte Mercedes-Benz auf dem Auto-Salon in Paris die neue Omnibusreihe O 303 vor, deren Design dem Zeitgeschmack folgend wesentlich glattflächiger als das des Vorgängers O 302 ausfiel, sich jedoch optisch stark an dieses sehr erfolgreiche Modell anlehnte und auch dessen technische Weiterentwicklung darstellte. Die Gerippekonstruktion erfolgte hier jedoch erstmals mit Hilfe von Computerberechnungen, so dass die Konstruktion des O 303 eine eigenständige Entwicklung anstelle einer Modellpflege darstellt.
Der O 303 war noch klarer als sein Vorgänger vor allem als Reisebus konzipiert, doch unter den vielen unterschiedlichen Ausführungen innerhalb des neuen Baukastensystems gab es auch weiterhin Linienbusse, Kombibusse für Linien- und Gelegenheitsverkehr sowie verschiedene Reisebusse von einfacheren Ausstattungen bis hin zum Hochdecker-Fernreisebus, welcher allerdings erst 1979 im Angebot erschien. Eine Stadtverkehr-Variante wie beim O 302, mit doppeltbreiter Vordertür und niedriger Seitenverglasung anstelle der hochgezogenen Panoramascheiben gab es beim O 303 jedoch nicht, da für diese Zwecke seit den frühen 1970er-Jahren die Mercedes-Standardlinienbusmodelle O 305 und O 307 angeboten wurden. Der O 307 war optional auch mit Ausflugsbestuhlung und Kofferräumen erhältlich, so dass sich mit dem O 303 ÜHP/ÜHE zwei Kombimodelle gegenüber standen.

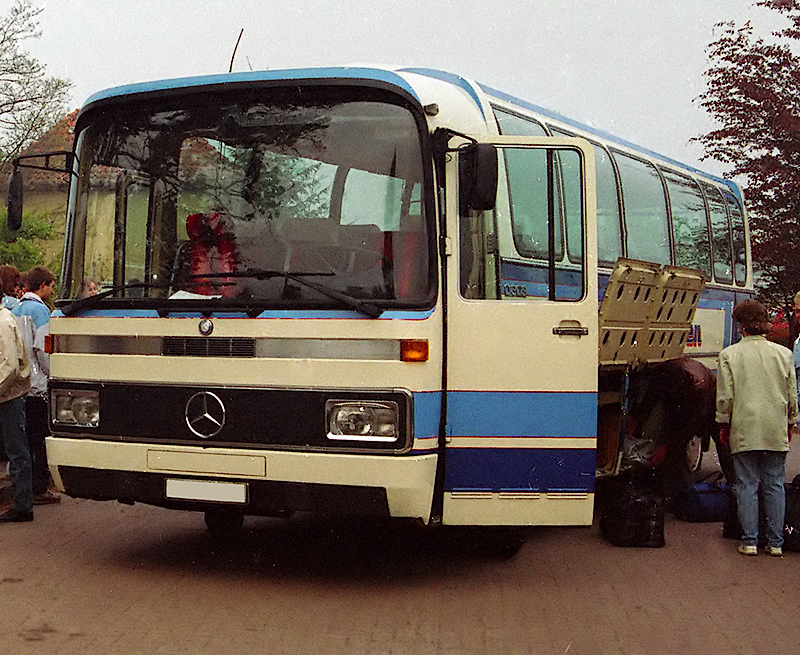
Mercedes O 303 10-R in älterer Optik mit Chromrahmen auf der Front

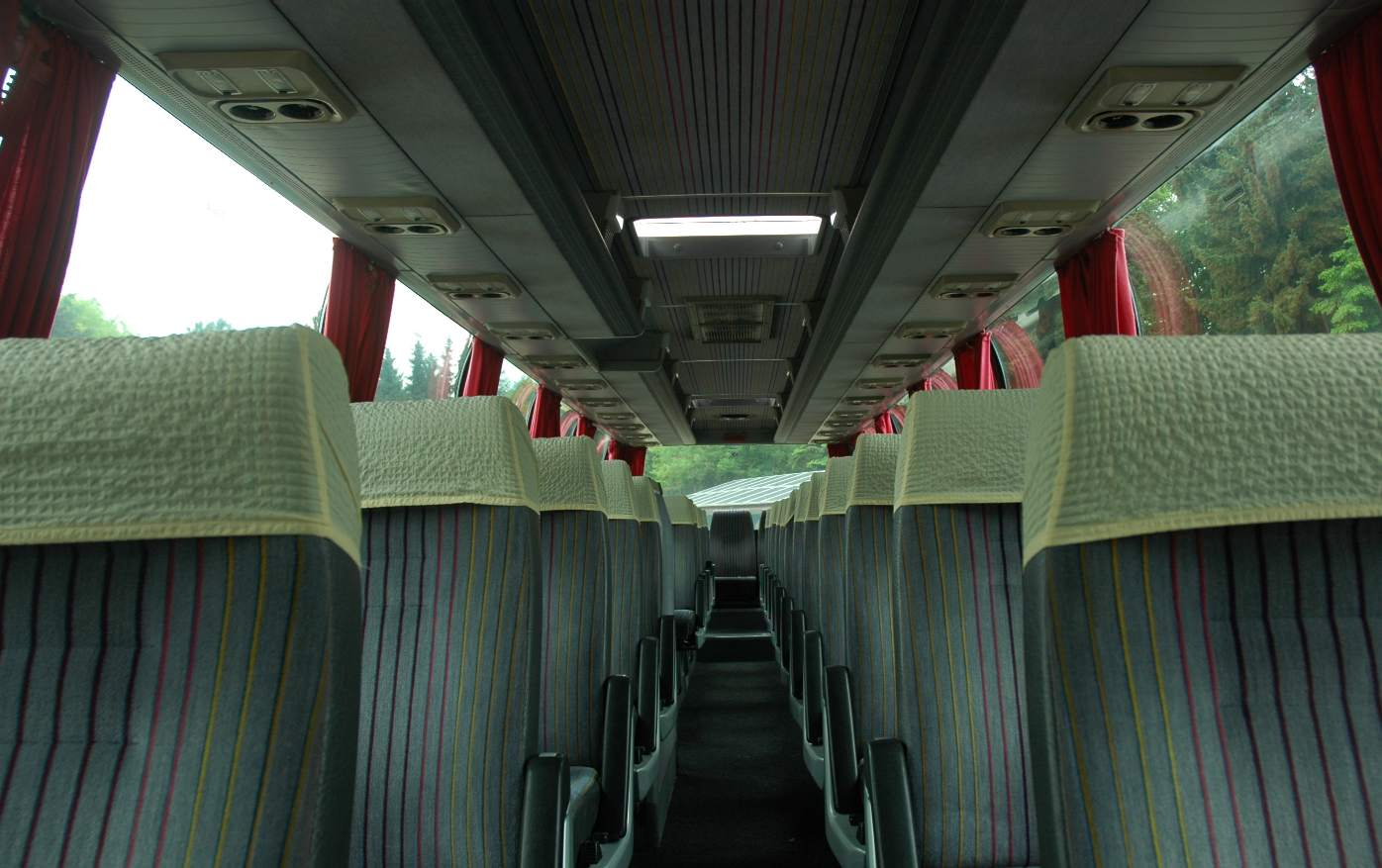
Fahrgastraum eines O 303 15-RHD

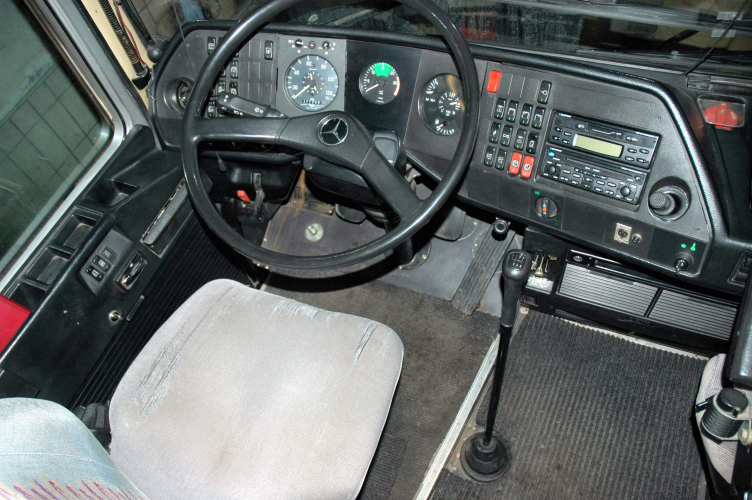
Fahrerplatz eines O 303 (ab 1982)

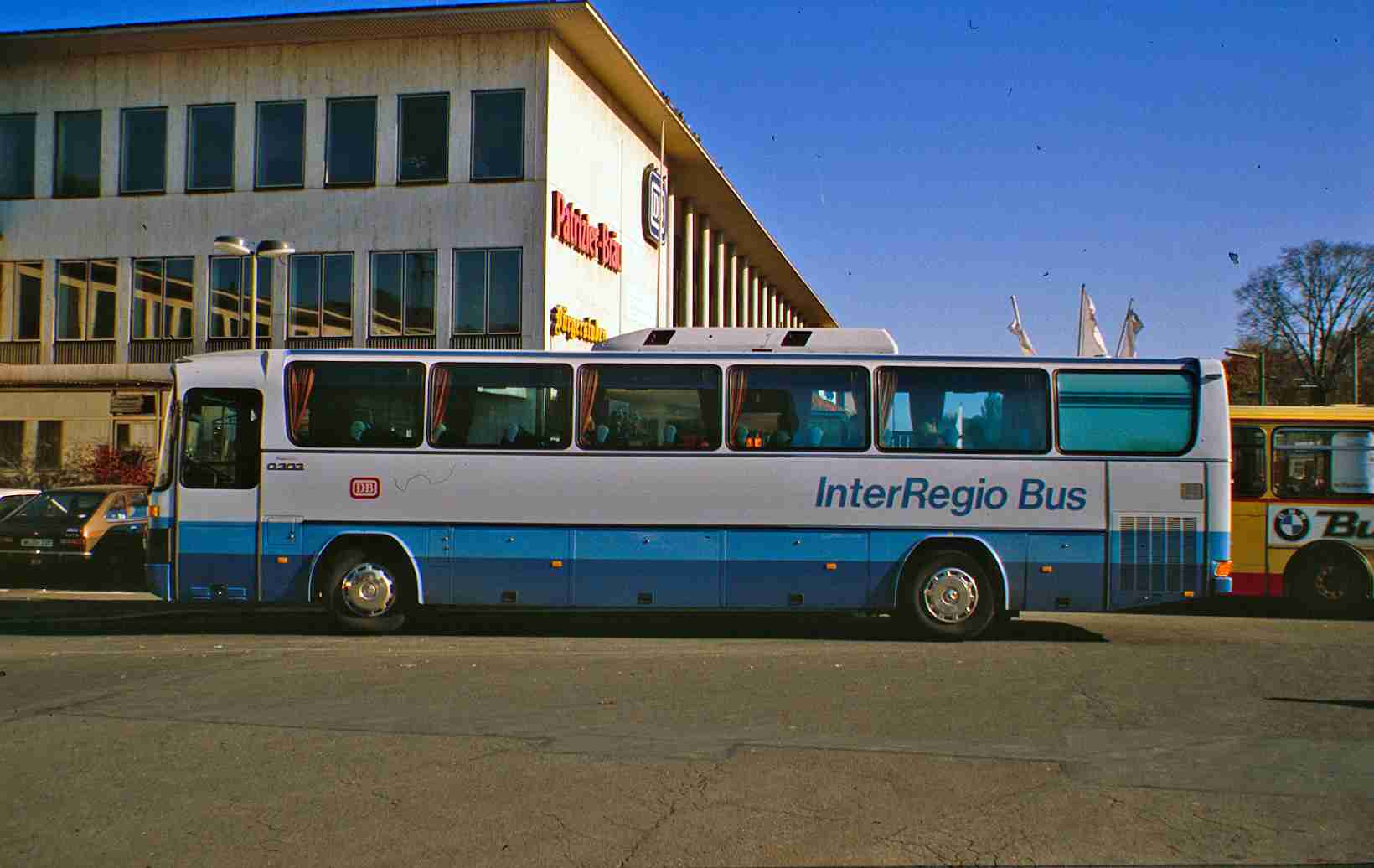
InterRegio-Bus der Deutschen Bundesbahn in Würzburg, 1988

Technisch und bis zu einem gewissen Grad auch optisch war der O 303 klar die Weiterentwicklung des O 302. Er verfügte während der gesamten Bauzeit über Starrachsen und Trommelbremsen. Andererseits bekam der O 303 neu entwickelte V6- und V8-Zylinder-Dieselmotoren sowie bis zur Einführung des Hochdeckermodells und der parallelen LKW-Modellpflege „NG 80“ einen V10 mit 235 kW / 320 PS. Von Anbeginn an erhielt der O 303 eine Luftfederung, die das Komfortmanko der starren Achsen ausglich. Wahlweise waren Automatikgetriebe sowie im Verlauf der langen Produktionszeit ab 1981 auf Wunsch das damals noch neue Antiblockiersystem erhältlich. Ab 1985 wurde die halbautomatische Elektropneumatische Schaltung optional angeboten (üblich waren manuelle Sechsgang-Schaltgetriebe), womit der O 303 technisch trotz Trommelbremsen und Starrachsen zumindest teilweise wegweisend war. In den Anfangsjahren besaßen alle O 303 in der Mitte senkrecht geteilte Frontscheiben, ein damals übliches Attribut, das durch den Mittelsteg der Karosserie größere Steifigkeit verlieh und außerdem im Falle eines Sprunges in der Scheibe nicht den Ersatz auf der kompletten Wagenbreite erforderte, sondern nur den der betroffenen Seite. Seit 1979 wurde für die normalen O-303-Modelle optional eine durchgehende einteilige Frontscheibe angeboten, für die Reisehochdecker mit entsprechend höherer Frontscheibe war sie ausschließlich im Programm.
Das einzige größere optische Facelift erfolgte im Jahr 1982, die Bugblende wurde nun teilweise in Kunststoff ausgeführt, und die verchromte „Brille“ um Scheinwerfer und Kühlerblende entfiel, sie bildete nun mit dem Stoßfänger eine Einheit. Im Fahrgastraum gab es Änderungen bei den Überkopf-Gepäckablagen, die nun nach unten geschlossen waren und eine durchgehende Griffleiste aufwiesen, welche zuvor durch die tiefgezogenen Lautsprecher unterbrochen wurde. Außerdem wurde das Armaturenbrett komplett neu gestaltet. Auf Wunsch waren außen schwarze Fenstereinfassungen erhältlich, welche die Seitenfenster als ein geschlossenes Band erscheinen ließen.
Angeboten wurde der O 303 in vielen verschiedenen Ausführungen von 9, 10, 11, 13, 14 und 15 Sitzreihen, wozu es jeweils eine Karosserie in sechs verschiedenen Längen gab. Die Anzahl der (in der Länge maximal verfügbaren) Sitzreihen waren Bestandteil der Typbezeichnung. Bei voller Bestuhlung (inkl. Klappsessel an der zweiten Tür bei den Kombiversionen und Entfall des WC) wurden bis zu 55 Sitzplätze angeboten. Die Zahl der Sitzplätze variierte innerhalb einer Fahrzeuglänge neben der Wahl der unterschiedlichen Sitzmodelle auch nach den geforderten Mindest-Sitzabständen von Klassifizierungsorganisationen wie der Gütegemeinschaft Buskomfort e. V. (GBK), wenn das Busunternehmen den Bus auf eigenen Wunsch mit Sternen klassifizieren ließ. Die Unterscheidungen nach den Bau- und Einsatzarten erfolgten mittels weiterer Buchstabenkürzel wie KHP-L, KHP-A, R, RH, RHS, RHD, wobei nach der Modellpflege von 1982 ein K für Kombibus (Ausflugs-/Linienverkehr) und R für Reisebus stand.
Vom 9-reihigen Clubbus O 303 9-R bis zum großen Standard-Maß von 15 Reihen wurden unterschiedliche Bestuhlungen und Komfortmerkmale angeboten, für den Kombi- und Linieneinsatz gab es innen in der Frontscheibe montierte Zielschildkästen sowie mittig doppelt breite Außenschwenktüren bei niedrigem Fahrgastraumboden zum Zwecke eines nicht unnötig hohen Einstieges im Linienverkehr. Ferner wurden in dieser Variante die Sitze gegenüber der Mitteltür auf herausnehmbaren Podesten befestigt, um ggfs. eine Stellfläche für Kinderwagen oder weitere Stehplätze zu schaffen. Eine durchgehende Griffstange unter der Decke ermöglichte die Zulassung des Fahrzeuges mit Stehplätzen für den Linienverkehr. Die normalen Reisebusse erhielten bei höherem Wagenkasten und damit größeren Kofferräumen unter dem Fahrgastraum einfache Außenschwenktüren bis zur Dachkante (oberhalb der hinteren Tür befand sich meist noch eine schmale Panoramascheibe), die Reisehochdecker sind an einer hinteren Vollblechtür zu erkennen, die bei insgesamt hohem Wagenkasten unterhalb der Fensterunterkanten endet. Üblicherweise verfügten sämtliche Fahrzeuge über eine Gebläseheizung, gegen Aufpreis waren Aufsatz-Klimaanlagen von Drittherstellern (z. B. Behr, Konvekta) erhältlich.
In den ersten Produktionsjahren waren zweiflügelige Türen Standard, nach dem Modellwechsel im Jahre 1982 waren die Türen zumeist einflügelig. Bei allen Modellen mit sogenannter einfachbreiter Hintertür konnte zwischen einer Mitteltür vor bzw. einer Hecktür hinter der Antriebsachse gewählt werden. Ebenso waren die meisten Modelle mit oder ohne Fahrertür erhältlich. Rechtsgelenkte Exportmodelle mit Fahrgasttüren auf der linken Seite erhielten für das Vereinigte Königreich auf der rechten Seite die dort vorgeschriebene Notausstiegstür, deren Unterkante bündig mit dem Fahrgastraumboden abschloss. Die Bundeswehr erhielt eine Vielzahl an Bussen dieser Modellreihe mit einer doppeltbreiten, vierteiligen Drehfalttür in der Mitte und einfachen Kunstledersitzbänken aus dem Typprogramm des O 305. Auch äußerlich waren diese Fahrzeuge vereinfacht; auf die verchromten Radkappen wurde verzichtet, die Fahrgastraumbelüftung war vereinfacht, ebenso fehlte das Windleitblech über der Heckscheibe. Ein Attribut, das auch die Linienversionen bis 1982 kennzeichnete. Für Verlegungsfahrten von Strafgefangenen gab es besondere Gefangenenbusse mit geschlossenen Zellen und schmalen Sichtfenstern. Hier gab es Ausführungen mit einer Gefangenen-Einstiegstür unmittelbar hinter der Vorderachse. Die Fronttür auf der Beifahrerseite war in dem Fall als einfache, handbetätigte Drehtür ausgeführt und diente nur dem Einstieg für das Begleitpersonal.
Angeboten wurden grundsätzlich V-Motoren als V6, V8 und anfangs auch als V10, die auch parallel in den Mercedes-Benz-Lkw der NG-Reihe Verwendung fanden. Die Motorisierung begann bei 140 kW / 190 PS und endete zunächst beim seinerzeit stärksten Serienmotor, dem OM 403 mit 235 kW / 320 PS (V10), der mit der NG80-Modellpflege entfiel und durch den OM 402 A, einem V8 mit 243 kW / 330 PS ersetzt wurde. Wurden vor der Modellpflege meist Saugmotoren angeboten, waren es danach vorwiegend Motoren mit Aufladung, die in den letzten Produktionsjahren bei 354 PS endeten.
1992 erfolgte die Ablösung des O 303 durch den neukonstruierten Typ O 404. Die Produktionsanlagen des O 303 wurden anschließend nach Russland verkauft, wo das Modell noch einige Jahre weitergebaut wurde. In der Türkei, wo der O 303 – mit anderem Aufbau – ebenfalls gefertigt wurde, erschien 1992 als auch optisch unverkennbare Weiterentwicklung des alten Typs der O 340. Der O 303 gilt mit ca. 38.000 gebauten Fahrzeugen bis heute als der weltweit erfolgreichste Reisebus. Dazu zählen zu einem großen Teil allerdings auch Fahrgestelle für Aufbauhersteller. Einer von ihnen war Steyr Daimler Puch mit über 1000 Überlandbussen der Type SML 14H 256.
Der O 303 wurde auch unter gleicher Bezeichnung von Hyundai in Lizenz hergestellt.